# Sergio De Caprio
Sergio De Caprio, detto anche "Capitano Ultimo" (Montevarchi, 21 febbraio 1961), è un politico, saggista e generale italiano dell'Arma dei Carabinieri, appartenente ai reparti speciali a cui si deve l'arresto di Totò Riina.
È noto principalmente per aver eseguito, quando era a capo dell'unità CrimOr dei ROS dei Carabinieri, l'arresto del capo di Cosa nostra Totò Riina il 15 gennaio 1993. Con il grado di colonnello è stato vice comandante del Comando Carabinieri per la Tutela dell'Ambiente a Roma.
Ha fondato la casa famiglia "Volontari Capitano Ultimo" di Roma, dove porta avanti progetti di solidarietà nei confronti dei meno fortunati.
Il 15 gennaio 2022, in occasione del 29º anniversario dell'arresto di Totò Riina, lancia "Ultimo TV", progetto televisivo realizzato con il regista Ambrogio Crespi.
Il 6 aprile 2024 ha annunciato la sua candidatura alle elezioni europee e dopo 31 anni ha mostrato per la prima volta il volto, abbassando la copertura che indossava quando si trovava in pubblico per nascondere i connotati.

## Biografia

### Origini e formazione
Figlio di Michele De Caprio, maresciallo dell’Arma dei Carabinieri, è originario della provincia di Arezzo, studia presso la Scuola militare Nunziatella di Napoli e vince il concorso per l'Accademia militare di Modena dove compie gli studi e la formazione, diventando tenente dei Carabinieri e prestando servizio alla Compagnia di Bagheria, dove nel 1985 arresta il latitante Antonino Gargano e il mafioso Vincenzo Puccio, assassino del capitano dei Carabinieri Emanuele Basile.

### L'inchiesta Duomo connection
Trasferito a Milano con il grado di capitano, tra il 1989 e il 1990 sviluppa le indagini dell'inchiesta "Duomo connection" coordinata dal Pubblico ministero Ilda Boccassini e relativa alla penetrazione mafiosa a Milano. Le indagini portano all'arresto di un folto gruppo di pregiudicati siciliani e del loro presunto boss, il geometra Antonino Carollo detto "Toni", figlio incensurato di Gaetano Carollo, esponente della famiglia mafiosa di Resuttana ucciso nel 1987 a Liscate.
Insieme con numerosi episodi di traffico di stupefacenti, le indagini accertano una intensa attività edilizia del gruppo siciliano, realizzata - secondo l'accusa - con la collaborazione degli imprenditori Sergio Coraglia e Gaetano Nobile. Per agevolare le concessioni edilizie da parte del Comune di Milano, i clan siciliani avevano allacciato contatti con importanti esponenti dell'amministrazione. Vennero indagati per corruzione l'assessore all'urbanistica Attilio Schemmari, il sindaco Paolo Pillitteri e tre alti funzionari, poi assolti.
Tra il 1991 e il 1992 alla guida del Nucleo "CrimOr" dei Carabinieri di Milano sgomina una raffineria di droga del clan Fidanzati in Nord Italia.
Entrato in quel periodo nel neonato Raggruppamento Operativo Speciale, è capo della I Sezione del I Reparto del ROS, crea una squadra, denominata CrimOr - Unità Militare Combattente che dal settembre 1992 opera a Palermo, scegliendo, per formarla, un gruppo di Carabinieri al momento poco considerati nell'Arma e relegati a incarichi di non elevato profilo.

### L'arresto di Riina
De Caprio è ricordato soprattutto in quanto, quando era a capo del CrimOr, fu l'ufficiale che mise materialmente le manette il 15 gennaio 1993 al più potente e sanguinario esponente di Cosa nostra mai vissuto, Salvatore Riina. Il racconto dell'arresto del boss è stato varie volte messo in discussione, sia durante il processo celebrato a Palermo nel 2006 in relazione ai fatti che portarono alla ritardata perquisizione del "covo" di Riina, sia più recentemente dalle dichiarazioni di Massimo Ciancimino, figlio dell'ex sindaco di Palermo Vito Ciancimino (condannato per mafia), secondo il quale in realtà Riina sarebbe stato consegnato ai Carabinieri da Bernardo Provenzano. Massimo Ciancimino, a oggi, è un "dichiarante" giudicato attendibile solo a fasi alterne nel corso di altri procedimenti. Peraltro, a ben vedere, l'unica ricostruzione ufficiale oggi disponibile delle vicende che hanno portato all'arresto di Salvatore Riina, è quella prodotta dalla sentenza n. 514/2006 con cui il tribunale di Palermo ha assolto il capitano De Caprio e il colonnello Mori dalle accuse loro rivolte a seguito della ritardata perquisizione dell'abitazione di Riina. Con la sentenza del 20 febbraio i giudici del tribunale di Palermo, oltre ad assolvere gli imputati «perché il fatto non costituisce reato», hanno voluto sottolineare e ribadire che «il latitante (Riina, ndr) non fu consegnato dai suoi sodali, ma localizzato in base a una serie di elementi tra loro coerenti e concatenati che vennero sviluppati, in primo luogo, grazie all'intuito investigativo del cap. De Caprio».
A confutare l'ipotesi che l'arresto del boss fosse stato frutto di un accordo con Provenzano, è emerso che le indagini che portarono alla cattura di Riina furono avviate sin dal 1990 dal capitano Angelo Jannone allorquando comandava la Compagnia Carabinieri di Corleone, il quale mediante una serie di intercettazioni ambientali nelle abitazioni dei familiari di Riina arrivò a individuare la famiglia Ganci - Spina come quella che ne favoriva la latitanza e passò quelle informazioni a De Caprio nell'agosto del 1992, dopo le stragi.
Dopo la cattura di Riina, dal 1993 al 1997, De Caprio si è dedicato alla ricerca di altri pericolosi latitanti, fino allo scioglimento del CrimOr. Rimase nel ROS fino al 2000.

### Il trasferimento al NOE e al ROS
Da comandante della sezione del ROS di Palermo col grado di maggiore, nel maggio del 2000 chiese il trasferimento ad altro incarico, in disaccordo con il vertice del ROS - al tempo comandato dal generale Sabato Palazzo - relativamente all'impiego di personale provvisorio in attività d'indagine. A seguito della richiesta avanzata, venne assegnato al Nucleo Operativo Ecologico dei Carabinieri (NOE), poi CCTA (Comando Carabinieri per la Tutela dell'Ambiente), come vice comandante. A Roma, grazie all'aiuto e all'appoggio dell'attore Raoul Bova (suo interprete nella miniserie Ultimo) e della Nazionale Cantanti, ha aperto una casa-famiglia per il recupero e il reinserimento di minori disagiati o figli di famiglie segnate dal crimine. Ha destato scalpore la decisione di togliere al "Capitano Ultimo", nell'ottobre 2009, la scorta, riassegnatagli solo nel gennaio 2010.
Il 4 ottobre 2012, su ordine del procuratore della Repubblica di Roma Giuseppe Pignatone, i Carabinieri del NOE coordinati da De Caprio e dal capitano Pietro Rajola Pescarini, hanno perquisito l'abitazione di Massimo Ciancimino a Palermo e di altri imprenditori e prestanome alla ricerca di carte, file e documenti sulla Ecorec utili alle indagini avviate dai pm Delia Cardia e Antonietta Picardi in riguardo al riciclaggio di denaro nella più grande discarica di rifiuti in Europa a Glina (Romania) del valore di circa 115 milioni di euro. Secondo gli investigatori, il denaro è riconducibile proprio a Ciancimino e farebbe parte del tesoro accumulato dal padre Vito quando era sindaco di Palermo. In merito, Massimo Ciancimino ha dichiarato: "Sono perplesso sul fatto che a coordinare l'indagine sia il colonnello 'Ultimo' che più volte si è espresso sulla mia persona definendomi delinquente e mafioso".
Successivamente è stato a capo delle indagini che hanno portato all'arresto del presidente di Finmeccanica Giuseppe Orsi, avvenuto il 12 febbraio 2013. Secondo le ipotesi di reato formulate dalla Procura di Busto Arsizio, Orsi si sarebbe reso responsabile di corruzione internazionale, concussione e peculato per le presunte tangenti che sarebbero state pagate per la vendita di 12 elicotteri al governo indiano. Orsi è stato definitivamente assolto nel 2019.
Sempre su indagini relative alle discariche, a gennaio 2014 il suo reparto produce sette arresti, tra cui il proprietario della discarica romana di Malagrotta Manlio Cerroni e l'ex presidente della Regione Lazio Bruno Landi. Il 4 agosto 2015, con notizia resa nota il 21 agosto, il generale Tullio Del Sette, comandante generale dell'Arma dei Carabinieri, lo esime dagli incarichi operativi e di polizia giudiziaria, pur lasciandogli l'incarico di vicecomandante del NOE. L'ultimo caso seguito è stato quello della CPL Concordia.

### L'attività nell'AISE
Nel 2016 passa all'AISE, il servizio segreto per l'estero, a dirigere l'ufficio affari interni.
Il 20 luglio 2017 viene restituito dai servizi all'Arma perché, dopo le fughe di notizie sulle indagini su appalti Consip, "è venuto meno il rapporto di fiducia". Poche settimane dopo il CSM invia alla procura di Roma le dichiarazioni rese dal procuratore della Repubblica di Modena, Lucia Musti, sull'uso spregiudicato delle intercettazioni nella precedente indagine CPL Concordia da parte di De Caprio e del suo sottoposto, il capitano Gianpaolo Scafarto, indagato poi insieme con il PM Woodcock per falso nelle indagini su appalti Consip.

### L'incarico al CUTFAA e l'aspettativa
De Caprio dichiara però di aver deciso il rientro nell'Arma in maniera autonoma, per evitare strumentalizzazioni. Nel dicembre 2017 rifiuta l'onorificenza di Cavaliere dell'ordine al merito della Repubblica, di cui l'aveva insignito il Quirinale.
Dal maggio 2018 gli viene affidato l'incarico di direttore attività convenzionali del Comando per la tutela della biodiversità e dei parchi dei CUFAA.
Dal 3 settembre 2018 De Caprio non ha avuto più la scorta, su decisione dell'Ufficio centrale interforze per la sicurezza personale, tuttavia il 19 dicembre il TAR del Lazio gliela restituisce. Il 6 marzo 2020 comunica di voler lasciare l'Arma dei Carabinieri collocandosi in aspettativa a un anno dalla messa in quiescenza.

### La carriera politica
Nel 2013 De Caprio è stato candidato di bandiera del partito Fratelli d'Italia - Centrodestra Nazionale, durante il secondo, il terzo e il sesto scrutinio per l'elezione del Presidente della Repubblica riportando 9, 7 e 8 voti rispettivamente.
Il 18 febbraio 2020 il neo presidente della Regione Calabria Jole Santelli annuncia, in una conferenza stampa presso la Camera dei deputati, di aver nominato De Caprio assessore regionale alla Tutela dell'Ambiente. Confermato dal presidente facente funzioni Antonino Spirlì dopo la morte di Santelli, resta in carica fino alle successive elezioni regionali, nell'ottobre 2021, che proclamano come nuovo governatore Roberto Occhiuto.
Il 21 marzo 2024, nel corso di una conferenza stampa alla Camera dei deputati, viene presentato il simbolo di Capitano Ultimo all'interno della lista elettorale Libertà promossa da Cateno De Luca, sindaco di Taormina e leader di Sud chiama Nord, in vista delle elezioni europee di giugno. De Caprio è candidato in terza posizione dietro a Cateno De Luca e Laura Castelli nelle circoscrizioni nord-occidentale, centrale e meridionale e raccoglie oltre 6.700 preferenza non risultando eletto anche perché la lista non supera la soglia di sbarramento.

## I tentativi di omicidio
A causa delle sue indagini antimafia è stato nel mirino di Cosa nostra. Alcuni collaboratori di giustizia raccontano di progetti finalizzati a ucciderlo: Gioacchino La Barbera riferì in udienza pubblica che il boss Leoluca Bagarella aveva proposto un milione di lire in regalo a un Carabiniere che forniva notizie a Cosa nostra per avere informazioni su dove alloggiava il capitano.
Il pentito Salvatore Cancemi riferiva di avere partecipato nel giugno 1993 a una riunione con Bernardo Provenzano, Raffaele Ganci e Leoluca Bagarella nel corso della quale Provenzano gli comunicava l’esistenza di un progetto per catturare il capitano Ultimo con l'obiettivo di tenerlo ostaggio e successivamente ucciderlo. Anche il pentito Giuseppe Guglielmini il 9 maggio 1997 riferì di avere appreso dal killer Giovannello Greco, che Bernardo Provenzano aveva l’intenzione ossessiva, aveva il chiodo fisso di uccidere il capitano Ultimo.
Nel 2014 al colonnello De Caprio è stata revocata la scorta, poi restituita dopo la denuncia del settimanale Panorama.

## Le vicende giudiziarie

### Le accuse di favoreggiamento a Cosa nostra
Rinviato a giudizio su richiesta del sostituto procuratore della Repubblica di Palermo Antonio Ingroia, De Caprio fu poi prosciolto dall'accusa di favoreggiamento nei confronti di Cosa nostra. L'indagine era stata avviata dalla procura per accertare gli eventi che avevano portato alla ritardata perquisizione del covo di Salvatore Riina. Infatti, dopo l'arresto del boss, i Carabinieri della territoriale di Palermo erano pronti a perquisire l'edificio, ma Ultimo e il ROS, ritenendo di poter proseguire l'indagine in corso e individuare le attività criminali dei fiancheggiatori del boss arrestato per disarticolare completamente l'organizzazione, chiesero la sospensione della procedura per "esigenze investigative", che fu concessa dalla procura - stando a quanto afferma l'allora procuratore Caselli - «in tanto in quanto fosse garantito il controllo e l'osservazione dell'obiettivo». L'osservazione del covo garantita al procuratore Caselli, venne sospesa il giorno stesso dell'arresto di Riina. Successivamente il covo verrà perquisito con un ritardo di ben 18 giorni, quando lo stesso era stato ormai ripulito dai mafiosi oltre che ritinteggiato per non lasciare impronte di alcun tipo.
Peraltro, come riportato nelle motivazioni della sentenza del processo, era ben chiaro dall'inizio sia ai Carabinieri sia alla procura che, decidendo di non procedere alla perquisizione, si assumeva un rischio, un rischio investigativo motivato dal raggiungimento di un obiettivo superiore. Lo stesso Tribunale di Palermo sentenzia:
L'istruzione dibattimentale ha, al contrario, consentito di accertare che il latitante non fu consegnato dai suoi sodali, ma localizzato in base ad una serie di elementi tra loro coerenti e concatenati che vennero sviluppati, in primo luogo, grazie all'intuito investigativo del cap. De Caprio.»
I Carabinieri definirono la sospensione dell'osservazione una «iniziativa autonoma della quale la Procura non era stata informata». Secondo la testimonianza di alcuni collaboratori di giustizia, un gruppo di affiliati alla mafia entrò indisturbato portando in salvo i parenti del boss, svuotando la cassaforte e verniciando le pareti per cancellare le impronte. Tuttavia, tali dichiarazioni, giudicate «frutto di una ricostruzione certamente autorevole, ma insufficiente per trarne definitive conclusioni» dallo stesso Ingroia – il PM che ha sostenuto l'accusa nel relativo procedimento -, non sono mai state riscontrate nel corso di un vero e proprio dibattimento. Inoltre, nessuno di detti collaboratori ha mai dimostrato di aver personalmente verificato il contenuto della cassaforte o, quantomeno, di conoscere esattamente quanto conservato all'interno della stessa.
Il processo si concluse con l'assoluzione «perché il fatto non costituisce reato». Questo, pur ritenendo possibile la sussistenza di una erronea valutazione dei propri spazi di intervento da parte degli imputati, e di presunte gravi responsabilità disciplinari per non aver comunicato alla procura la propria intenzione di sospendere la sorveglianza.
A seguito dell'esame della sentenza non è stata rilevata alcuna responsabilità disciplinare a carico del capitano Ultimo. La sentenza, non appellata dalla Procura della Repubblica di Palermo - che peraltro aveva anch'essa richiesto l'assoluzione - è divenuta definitiva l'11 luglio 2006.

### Il ruolo nell'errore giudiziario del caso Barillà
Il capitano Ultimo partecipò al pedinamento e all'arresto nel 1992 di Daniele Barillà, l'imprenditore di Nova Milanese che ottenne, in seguito alla revisione del processo, un risarcimento di quattro milioni di euro per l'ingiusta detenzione durata oltre sette anni.
Vittima di uno dei più clamorosi casi di errore giudiziario emersi in Italia, Barillà fu erroneamente considerato dai Carabinieri un trafficante di droga, ma l'equivoco era stato generato da uno sbaglio durante un pedinamento sulla tangenziale e strade limitrofe di Milano. La Fiat Tipo amaranto alla guida della quale si trovava Barillà era infatti uguale per modello, colore e simile per numero di targa a quella di un vero narcotrafficante. La vicenda è stata ricostruita dalla fiction di Rai 1 L'uomo sbagliato.
Nell'intera vicenda del caso Barillà, non sono emerse responsabilità disciplinari o penali a carico del Capitano Ultimo.

## Opere dedicate e ispirate

### Pubblicazioni
- L'azione. Tecnica di lotta anticrimine, 2002, Laurus Robuffo, ISBN 88-8087-298-2.
- La lotta anticrimine. Intelligence e azione, 2006, Laurus Robuffo, ISBN 88-8087-521-3.

### Filmografia
- Ultimo (1998)
- Ultimo - La sfida (1999)
- Ultimo - L'infiltrato (2004)
- Il capo dei capi (2007)
- Ultimo - L'occhio del falco (2013)
- Capitano Ultimo - Le ali del falco, docufilm di Ambrogio Crespi (2014)
- Ultimo - Caccia ai narcos (2018)